# Ricardo López Méndez
Ricardo López Méndez, född 7 februari 1903 i Izamal, Yucatán, död 28 december 1989, var en mexikansk sångtextförfattare. Han var under många år en av de mest anlitade textförfattarna inom den mexikanska populärmusiken. Hans kanske mest kända dikt är den patriotiska El credo mexicano.